# Gustav Kisch
Gustav Kisch, vagy Gustav Oswald Kisch (Beszterce, 1869. március 26. – Kolozsvár, 1938. június 1.) nyelvész, germanista és protestáns teológus, természettudós, a német nyelv és irodalom professzora Kolozsváron.

## Életpályája
Gustav Oswald Kisch 1869. március 26-án született Erdélyben, Besztercén. Filológiai és teológiai tanulmányait a Besztercei Evangélikus Gimnázium és a Kolozsvári Magyar Tudományegyetem Irodalmi Karának német tagozatán, Budapesten, Berlinben, Lipcsében és Zürichben végezte, majd a Tübingeni Egyetemen szerzett oklevelet.
1891-1910 közt a besztercei Evangélikus Gimnázium tanara, 1911-1920 közt a szász evangélikus iskolák tanfelügyelője. 1920-tól 17 éven át, 1938-ig a kolozsvári német nyelv és irodalom tanszékének és a Germanisztikai Szemináriumnak az igazgatója, aki 1888-1904 között ötször megfordult Luxemburgban is, az erdélyi szászok eredetét kutatva.

## Munkássága
Munkássága során mint a német Philologia rendes professzora, a germanisztika kulturális közvetítő szerepét hirdette az erdélyi szászok és románok között, különös tekintettel az erdélyi szászok nyelvére és irodalmára. 
Gustav Kisch volt az első erdélyi szász, aki a nagy múltra visszatekintő etimológia alapján történelmi tanulmányában foglalkozott a Mosel vidéki és a rajnai frankokkal, Németország és Luxemburg területével, mint az erdélyi szászok eredeti hazájával. Kutatásaiban az erdélyi szászok egyik legjelentősebb képviselője volt.
Ethnográfiai, nyelvtörténeti ismeretei során a helynevekre alapozva alkotta meg a "hét vár" országának rétegsorát. Gusztav Kisch az összehasonlító nyelvészet és különösen a nyelvjáráskutatás (Nösner dialect) terén, Erdély egyik legjelentősebb kutatójának számít. Utódja a német nyelv és irodalom tanszékén Karl Kurt Klein (1897-1971) volt, aki a germanisztika területén oktatóként, kutatóként, valamint a könyvek kiadása révén ugyancsak nemzetközileg ismert volt.
1933-tól tiszteletbeli tagja a Román Akadémiának, valamint tagja volt több hazai és határon túli kiemelkedő intézménykek is. A Besztercei Germanisták Iskolája (Nösner Germanistenschule) alapítója és a berlini Schiller Akadémia levelező tagja.

## Munkái
- Gustav Kisch, Klein Karl Kurt: Az Erdélyi Regionális Kutatások Egyesületének Levéltára Szer. NF, vol. 50 (1944) p. 291-310
- Die Bistritzer Mundart verglichen mit der Moselfränkischen, Halle, 1893; ("A Mosela és Luxemburg nasaud és frankonikus dialektusának összehasonlító szótára");
- Kitörölt rabszolgaság Siebenburgban, în: levelezésbl. a Sevenburg Regionális Ügyfeleiért Egyesület 42, 1924, pag. 1-9, 25-41;
- Erloschenes Magyarentum Siebenburgban, in: levelezésbl. a Sevenburg Regionális Ügyfeleiért Egyesület 42, 1924, pag. 135-160.
- Siebenbürgen